# Ahrenshagen-Daskow
Ahrenshagen-Daskow är en kommun i Landkreis Vorpommern-Rügen i förbundslandet Mecklenburg-Vorpommern i Tyskland.
Kommunen bildades 1 januari 2001 genom en sammanslagning av de tidigare kommunerna Daskow och Ahrenshagen.
Kommunen ingår i kommunalförbundet Amt Ribnitz-Damgarten tillsammans med kommunerna Schlemmin, Ribnitz-Damgarten och Semlow.